# Provincia Antsiranana
Antsiranana este o fostă provincie din Madagascar cu o suprafață de 43.406 km2. Avea o populație de 1.188.425 de locuitori (iulie 2001).  Capitala sa a fost Antsiranana. O diversitate de grupuri etnice se găsesc în provincie, inclusiv Anjoaty Sakalava, Antakarana, Tsimihetu, Antemoro, Betsimisaraka, Antandroy etc.

## Diviziuni administrative
Provincia Antsiranana a fost împărțită în două regiuni - Diana și Sava. Aceste două regiuni au devenit diviziunile administrative de prim nivel atunci când provinciile au fost desființate în 2009. Acestea sunt subdivizate în nouă districte:
- Regiunea Diana
  - 1. Districtul Ambanja (Ambanja)
  - 2. Districtul Ambilobe (Ambilobe)
  - 5. Antsiranana Rural
  - 6. Districtul Antsiranana
  - 7. Districtul Nosy Be (Nosy Be)
- Regiunea Sava
  - 3. Districtul Andapa (Andapa)
  - 4. Districtul Antalaha (Antalaha)
  - 8. Districtul Sambava (Sambava)
  - 9. Districtul Vohemar (Vohemar)